# Третье правительство Меркель
Третье правительство федерального канцлера Германии Ангелы Меркель было приведено к присяге 17 декабря 2013 года.
24 октября 2017 года федеральное правительство было отставлено федеральным президентом Штайнмайером, но сохраняло полномочия до формирования нового кабинета 14 марта 2018 года.
- Ангела Меркель (Angela Merkel) (ХДС) — канцлер
- Петер Альтмайер (Peter Altmaier) (ХДС) — министр по особым делам, руководитель канцелярии и министр финансов (и. о. с октября 2017)
- Андреа Налес (Andrea Nahles) (СДПГ) — министр труда и социальных вопросов (с декабря 2013 по сентябрь 2017)
- Катарина Барли (Katarina Barley) (СДПГ) — министр труда и социальных вопросов (с сентября 2017) и министр по делам семьи, пожилых граждан, женщин и молодёжи (с июня 2017)
- Франк-Вальтер Штайнмайер (Frank-Walter Steinmeier) (СДПГ) — министр иностранных дел (с декабря 2013 по январь 2017)
- Томас де Мезьер (Thomas de Maizière) (ХДС) — министр внутренних дел
- Урсула фон дер Ляйен (Ursula von der Leyen) (ХДС) — министр обороны
- Хайко Маас (Heiko Maas) (СДПГ) — министр юстиции
- Вольфганг Шойбле (Wolfgang Schäuble) (ХДС) — министр финансов (с декабря 2013 по октябрь 2017)
- Зигмар Габриэль (Sigmar Gabriel) (СДПГ) — заместитель канцлера, министр экономики и энергетики (с декабря 2013 по январь 2017) и министр иностранных дел (с января 2017)
- Бригитта Циприс (Brigitte Zypries) (СДПГ) — министр экономики и энергетики (с января 2017)
- Ханс-Петер Фридрих (Hans-Peter Friedrich) (ХСС) — министр продовольствия и сельского хозяйства (с декабря 2013 по февраль 2014)
- Кристиан Шмидт (Christian Schmidt) (ХСС) — министр продовольствия и сельского хозяйства (с февраля 2014) и министр транспорта и цифровой инфраструктуры (и. о. с октября 2017)
- Херманн Грёэ (Hermann Gröhe) (ХДС) — министр здравоохранения
- Александр Добриндт (Alexander Dobrindt) (ХСС) — министр транспорта и цифровой инфраструктуры (с декабря 2013 по октябрь 2017)
- Мануэла Швезиг (Manuela Schwesig) (СДПГ) — министр по делам семьи, пожилых граждан, женщин и молодёжи (с декабря 2013 по июнь 2017)
- Йоханна Ванка (Johanna Wanka) (ХДС) — министр исследований и образования
- Барбара Хендрикс (Barbara Hendricks) (СДПГ) — министр по охране окружающей среды, охране природы, строительства и ядерной безопасности
- Герд Мюллер (Gerd Müller) (ХСС) — министр экономического сотрудничества и развития